# Jean-Claude Carle
Pour les articles homonymes, voir Carle.
Jean-Claude Carle, né le 9 juin 1948 à Chambéry et mort le 13 décembre 2019 à Épagny, est un homme politique français.

## Biographie
Agent technique de formation, Jean-Claude Carle est élu sénateur de Haute-Savoie le 24 septembre 1995 et réélu le 26 septembre 2004 et le 28 septembre 2014, ces deux dernières fois sous l'étiquette UMP, qu'il a rejoint à sa création en 2002. Il fut un des vice-présidents du Sénat.
Au Sénat, il modifie les règles de financement public de l’enseignement privé :
- par la « loi Carle » (loi n° 2009-1312 du 28 octobre 2009 tendant à garantir la parité de financement entre les écoles élémentaires publiques et privées sous contrat d'association lorsqu'elles accueillent des élèves scolarisés hors de leur commune de résidence) qui établit, sous conditions[2], le financement des établissements privés par les communes (montant estimé : 500 millions d’euros[3],[4]) ;
- par un amendement à la loi de finances 2010 (budget 2011) qui organise le transfert de quatre millions d’euros du budget de l’enseignement public vers le privé[5].

En tant que trésorier du groupe UMP au Sénat, Jean-Claude Carle est mis en cause dans l’affaire du détournement de fonds publics au profit de sénateurs UMP. Des dotations versées au groupe UMP du Sénat auraient été détournées via deux associations. Le 14 décembre 2016, il est mis en examen .
Il parraine Laurent Wauquiez pour le congrès des Républicains de 2017, scrutin lors duquel est élu le président du parti.
Le 6 août 2018, conformément à son engagement de campagne de 2014 et après plus de 22 ans de mandat, il démissionne du Sénat, déclarant souhaiter « ouvrir la voie à une nouvelle génération d'élus » ; il déclare que cette décision signe la fin de sa carrière politique. Il est remplacé par Sylviane Noël, qui devient la première femme sénatrice du département.
Il meurt le 13 décembre 2019 à Épagny, à l'âge de 71 ans.

## Détail des mandats et fonctions

### Au Sénat
- 2 octobre 1995 – 6 août 2018 : sénateur de la Haute-Savoie
- 3 octobre 2001 – 5 octobre 2004 : secrétaire du Sénat
- 5 octobre 2011 – 30 septembre 2014 : vice-président du Sénat

### Au niveau local
- Conseiller municipal de Groisy
- 27 mars 1992 – 19 juin 2013 : conseiller régional de Rhône-Alpes
- 27 mars 1992 – 1999 : vice-président du conseil régional de Rhône-Alpes, chargé des formations initiales
- 27 mars 1994 – 30 septembre 1995 : conseiller général de la Haute-Savoie